# Pjotr Todorovskij
Pjotr Todorovskij (russisk: Пётр Ефи́мович Тодоро́вский) (født 26. august 1925 i Bobrinets i det Sovjetunionen, død 24. maj 2013 i Moskva i Rusland) var en sovjetisk filminstruktør og manuskriptforfatter.

## Filmografi
- Nikogda (Никогда, 1962)[2][3]
- Fokusnik (Фокусник, 1967)
- Poslednjaja zjertva (Последняя жертва, 1975)
- Ljubimaja zjensjjina mekhanika Gavrilova (Любимая женщина механика Гаврилова, 1981)
- Vojenno-polevoj roman (Военно-полевой роман, 1983)
- Po glavnoj ulitse s orkestrom (По главной улице с оркестром, 1987)
- Interdevotjka (Интердевочка, 1989)
- Ankor, esjjo ankor! (Анкор, ещё анкор!, 1992)
- Kakaja tjudnaja igra (Какая чудная игра, 1995)
- Retro vtrojom (Ретро втроём, 1998)
- Zjizn zabavami polna (Жизнь забавами полна, 2001)